# Szabad a gazda
A Szabad a gazda című Ganxsta Zolee és a Kartel album 2004-ben jelent meg. A közel 73 percnyi album egyetlen intrót sem tartalmaz a korábban megszokott albumokkal ellentétben. A dalokban olyan művészek közreműködtek, mint Harsányi Levente, Nagy Edmond, Ogli G, Billy Zone és Pepe.
Az album erősen hasonlít a korai Kartel albumok stílusára, amit Zoli sokrétű rap technikája színesít. Big Daddy szövegei mellett még Ogli G közreműködése is növeli a dalok színvonalát. 

## Megjelenések
CD  Magyarország Private Moon Records  PMR 518755 2
1. Szabad a gazda
2. Toxikus vonat
3. Szurkolók
4. Teliholt
5. Külvárosi mese
6. Bulavadászok
7. Az erő cirkusza
8. Kalauzhal
9. Route 66
10. Mit tudom én
11. Gördülő kő
12. Retro tahó-show
13. Meredek az éjszaka
14. Európa söpredéke I.
15. Viva Cuba Libre
16. Nem sokat változom az életben
17. Kín
18. Az utolsó